# ウォラカモン・サター
ウォラカモン・サター（タイ語: วรกมล ซาเตอร์、英語: Worakamol Satur、1995年3月6日 - ）は、ジェフ・サター（タイ語: เจฟ ซาเตอร์、英語: Jeff Satur）の愛称で知られるタイの俳優、歌手。

## 人物
ランシット大学附属 Satit Bilingual School (文系―日本語専攻) を修了後、ランシット大学経営学部を卒業した。
2024年2月、ファーストアルバム「Space Shuttle No.8」をリリースした。このアルバムを引っ提げアジアツアーを6都市で開催した。
2025年、SUMMER SONICの大阪、東京公演への出演が発表された。この公演が日本での初パフォーマンスとなる。

## 生い立ち
バンコクで生まれ育ち、 父親側にタイ・イタリア・インド系の血筋を持ち、母親はタイ・中国系の出自を持つ。 5人きょうだいの第2子で、兄弟が2人、姉妹が2人いる。
ジェフは9歳から10歳頃に音楽に興味を持ち、主にメタル音楽を聴いていた。 AC/DC や X Japan に影響を受け、音楽に取り組むようになった。 最初に アコースティックギター を習い、その後短期間ドラムを学んだ。 中学時代に友人たちとバンドを組み、高校2〜3年生のころには本格的に音楽活動に取り組み始めた。 エレクトリック・ギター と ピアノ を学んだ後、正式にボーカルレッスンを受けた。

## 経歴
テレビのコンテストを通じて音楽業界に入ったジェフは、RS Group 傘下の Kamikaze レーベルでオーディションを受け、 2年以上のトレーニングを経て、2013年に初の楽曲「Broken World」でデビューした。 その後、Kamikaze の閉鎖が決定すると、彼は The Demo レーベルに移籍し、「Miss You Like Crazy」や「Afraid to Say」といった楽曲をリリースし好意的な評価を受けた。 2015年には Garden Music と契約し、契約満了まで在籍した。 その後、2018年に Grand Music へ移籍した。 これまでに、Jeff The Demo、Jeff Demo Project、Jeff Garden Studio など、いくつかのステージネームを使用してきた。
2019年、ジェフは音楽を辞めて父親の事業に従事することを決意したが、Pop というマネージャーに出会い、短編映画『He She It』に出演し、楽曲を作曲する機会を得た。 「Comedy」は、ジェフが初めて自ら作曲した楽曲である。 2020年には Passenger Records と契約し、 その後 Warner Music Thailand 傘下の Wayfer Records と契約した。 「Highway」「Complicated」「Loop」といったシングルをリリースし、 同時に自らの音楽制作も再開した。
2022年に 連続 BL ドラマ『KinnPorsche』でマフィア一家の末息子・キムを演じたことで一般に広く知られるようになった。 この作品のために、「Why Don’t You Stay」を作詞・作曲・歌唱した。 ドラマのワールドツアー中、Wayfer Records との音楽の契約は引き続き有効であるが、Be On Cloud がジェフの俳優としてのマネジメントを終了するとを発表した。 2023年には Studio On Saturn を設立した。
2023年、ジェフは初のソロコンサートを開催し、 「Dum Dum」「Lucid」、英語楽曲「Black Tie」をリリースした。 また、中国のリアリティ番組『Call Me by Fire シーズン3』で1位となり、Hot Song Performance of the Year と Singing Family の2つの賞を受賞した。
2024年初め、ジェフは『Chuang Asia: Thailand』でメンターを務め、 初のスタジオアルバム『Space Shuttle No.8』をリリースした。その後、 台北、香港、 マニラ、 ジャカルタ、シンガポール、バンコクを巡るアジアツアーを行った。
2024年8月、ジェフは映画『The Paradise of Thorns』に主演し、主題歌「Rain Wedding」を歌った。 さらに、連続ドラマ『Vamp』と『Happy Ending』にも主演する予定であり、 『Happy Ending』ではプロデューサー、脚本家、作曲家も務める。

## フィルモグラフィー

### 映画
| 年   | 題名                   | 役名      | 備考 | Ref.   |
| ---- | ---------------------- | --------- | ---- | ------ |
| 2019 | He She It              | Mike      |      |        |
| 2024 | The Paradise of Thorns | Thongkham | 主演 | [ 29 ] |

### テレビドラマ
| 年   | 題名             | 役名          | 備考   | Ref.   |
| ---- | ---------------- | ------------- | ------ | ------ |
| 2020 | Ingredients      | Win           | 主演   |        |
| 2021 | Love Area Part 1 | Sean          | 助演   |        |
| 2022 | Love Area Part 2 | Sean          | ゲスト |        |
| 2022 | KinnPorsche      | Kim           | 主演   | [ 30 ] |
| 2025 | Happy Ending     | Damon Cillian | 主演   | [ 31 ] |

### その他の番組
| 年   | 題名                 | 備考           | Ref. |
| ---- | -------------------- | -------------- | ---- |
| 2024 | Chuang Asia Thailand | レギュラー出演 |      |
| 2025 | Chuang Asia Season 2 | レギュラー出演 |      |

## ディスコグラフィー

### アルバム
| 年   | 作品名             | レーベル       | Ref. |
| ---- | ------------------ | -------------- | ---- |
| 2024 | Space Shuttle No.8 | Wayfer Records |      |

### シングル
| 年   | 作品名                                  | Ref.   |
| ---- | --------------------------------------- | ------ |
| 2013 | Broken World(โลกแตก)                    |        |
| 2013 | Miss You Like Crazy(คิดถึงเธอแทบจะตายแล้ว) |        |
| 2014 | Afraid to Say(ไม่กล้าบอกชัด)               |        |
| 2015 | Still(ไม่หายไป)                          |        |
| 2018 | Changed(เปลี่ยนไปแล้ว)                     |        |
| 2019 | Set Free(ปล่อยมือ)                        |        |
| 2020 | Good Story(เรื่องดีดี)                      |        |
| 2021 | Holding On(อยู่..)                        |        |
| 2021 | Surreal(จริงเกิน)                         |        |
| 2021 | Highwa                                  |        |
| 2022 | Call Me Your Brother(ความลับ)            |        |
| 2022 | Complicated(ทำไมมันยาก)                  |        |
| 2022 | Loop(วันนี้คือพรุ่งนี้ของเมื่อวาน)                |        |
| 2022 | Hide(แค่เงา)                             |        |
| 2022 | Hide (English Version)                  |        |
| 2022 | Fade(ลืมไปแล้วว่าลืมยังไง)                   | [ 32 ] |
| 2022 | Fade (English Version)                  |        |
| 2023 | Dum Dum                                 | [ 33 ] |
| 2023 | Lucid(ก่อนที่เธอจะลืมฝัน)                    |        |
| 2023 | Dum Dum (Jevin Julian Remix)            |        |
| 2023 | Fade (我最愛的就是你)                   |        |
| 2023 | Black Tie                               |        |
| 2023 | Ghost(ซ่อน(ไม่)หา)                        | [ 34 ] |
| 2024 | Make a Bold Move(ฟังเพลง ไม่กล้า ไม่เกิด)    |        |
| 2025 | Ride or Die                             | [ 35 ] |

### サウンドトラック
| 年   | 作品名                              | タイアップ                 | Ref.   |
| ---- | ----------------------------------- | -------------------------- | ------ |
| 2016 | แค่ได้รัก                              | Buang Rak Salak Kaen OST   |        |
| 2020 | Comedy                              | He She It OST              |        |
| 2020 | Comedy (Tragedy)                    | He She It OST              |        |
| 2020 | Moment (เวลานี้)                      | Ingredients OST            |        |
| 2021 | Goodbye Not Goodbye                 | Ingredients OST            |        |
| 2021 | Stay Together                       | Love Area OST              |        |
| 2021 | Love Area(ที่ตรงนี้)                    | Love Area OST              |        |
| 2022 | Warm Heart(อุ่นหัวใจ)                  | The Tuxedo OST             |        |
| 2022 | Because of You(เพราะเธอ)            | The Tuxedo OST             |        |
| 2022 | Secretly Admired(ทำได้แค่มอง)         | My Secret Love OST         |        |
| 2022 | Why Don't You Stay(แค่เธอ)           | KinnPorsche OST            | [ 36 ] |
| 2022 | Why Don't You Stay (WorldTour Ver.) | KinnPorsche OST            |        |
| 2022 | Stranger                            | Closer OST                 |        |
| 2024 | Rain Wedding(เหมือนวิวาห์)             | The Paradise of Thorns OST | [ 37 ] |